# جلكى لاحسة الحجر
جلكى لاحسة الحجر (الاسم العلمي: Lampetra) هي جنس من الحيوانات المائية يتبع فصيلة الجلكية من رتبة الجلكيات.